# Eupoecila australasiae
Eupoecila australasiae (лат.) — вид жесткокрылых насекомых из подсемейства бронзовок внутри семейства пластинчатоусых. Распространён в Австралии. Длина тела имаго 15—18 мм. Лёт жуков с ноября по март в южных и восточных прибрежных районах.
Самки откладывают яйца в гниющие валежины или почву. Личинки питаются гниющей древесиной. Прежде чем окуклиться личинка последней стадии строит колыбельку внутри кормового дерева. Взрослые жуки питаются на цветках с нектаром. К кормовым растениям жуков относятся Angophora woodsiana, Backhousia citriodora, Melaleuca linariifolia.